# Primera División de Chile 1984
El Campeonato Nacional de Fútbol de la Primera División de 1984 fue el torneo disputado en la 52.ª temporada de la máxima categoría del fútbol profesional chileno, con la participación de 26 equipos divididos en dos zonas (norte y sur).
En cada zona se jugó en dos rondas con un sistema de todos-contra-todos.
Los dos mayores puntajes de cada zona clasificaban a una liguilla final. También los cuatro menores puntajes de cada zona descienden a segunda división.
En la liguilla final se jugó en una sola rueda todos contra todos donde todos los partidos fueron jugados en Santiago.
El campeón fue Universidad Católica que logró su quinto campeonato en la historia.

## Equipos por región
| Región               | N.º | Equipos |
| -------------------- | --- | --- |
| Región Metropolitana | 7   | Audax Italiano, Colo-Colo, Magallanes, Palestino, Unión Española, Universidad Católica y Universidad de Chile |
| Valparaíso           | 5   | Everton, San Luis, Santiago Wanderers, Unión San Felipe y Trasandino                                          |
| Biobío               | 3   | Fernández Vial, Huachipato y Naval                                                                            |
| Tarapacá             | 2   | Deportes Arica y Deportes Iquique                                                                             |
| Antofagasta          | 2   | Cobreloa y Deportes Antofagasta                                                                               |
| Atacama              | 2   | Cobresal y Regional Atacama                                                                                   |
| Coquimbo             | 2   | Coquimbo Unido y Deportes La Serena                                                                           |
| O'Higgins            | 1   | O'Higgins |
| Maule                | 1   | Rangers |
| La Araucanía         | 1   | Green Cross                                                                                                   |

## Tabla Zona Norte
| Pos | Equipo               | PJ | PG | PE | PP | GF | GC | Dif | Pts |
| --- | -------------------- | -- | -- | -- | -- | -- | -- | --- | --- |
| 1   | Cobreloa             | 26 | 18 | 5  | 3  | 47 | 14 | +33 | 41  |
| 2   | Cobresal             | 26 | 16 | 6  | 4  | 44 | 20 | +24 | 38  |
| 3   | Colo-Colo            | 26 | 14 | 8  | 4  | 52 | 21 | +31 | 36  |
| 4   | Deportes Arica       | 26 | 11 | 8  | 7  | 36 | 33 | +3  | 30  |
| 5   | Magallanes           | 26 | 10 | 9  | 7  | 43 | 30 | +13 | 29  |
| 6   | Deportes Iquique     | 26 | 7  | 12 | 7  | 23 | 28 | -5  | 26  |
| 7   | Palestino            | 26 | 10 | 5  | 11 | 44 | 37 | +7  | 25  |
| 8   | Unión San Felipe     | 26 | 7  | 10 | 9  | 23 | 29 | -6  | 24  |
| 9   | San Luis             | 26 | 9  | 6  | 11 | 28 | 49 | -21 | 24  |
| 10  | Santiago Wanderers   | 26 | 6  | 10 | 10 | 21 | 29 | -8  | 22  |
| 11  | Deportes Antofagasta | 26 | 6  | 5  | 15 | 24 | 47 | -23 | 17  |
| 12  | Deportes La Serena   | 26 | 2  | 9  | 15 | 26 | 48 | -22 | 13  |
| 13  | Regional Atacama     | 26 | 3  | 7  | 16 | 26 | 55 | -29 | 13  |

PJ=Partidos jugados; PG=Partidos ganados; PE=Partidos empatados; PP=Partidos perdidos; GF=Goles a favor; GC=Goles en contra; Dif=Diferencia de gol; Pts=Puntos
|  | Clasifica a la Liguilla Final. |
|  | Desciende a Segunda División.  |

## Tabla Zona Sur
| Pos | Equipo               | PJ | PG | PE | PP | GF | GC | Dif | Pts |
| --- | -------------------- | -- | -- | -- | -- | -- | -- | --- | --- |
| 1   | Universidad Católica | 26 | 15 | 7  | 4  | 46 | 18 | +28 | 37  |
| 2   | Unión Española       | 26 | 13 | 9  | 4  | 34 | 16 | +18 | 35  |
| 3   | Naval                | 26 | 12 | 7  | 7  | 32 | 18 | +14 | 31  |
| 4   | O'Higgins            | 26 | 11 | 7  | 8  | 32 | 30 | +2  | 29  |
| 5   | Universidad de Chile | 26 | 10 | 8  | 8  | 29 | 23 | +6  | 28  |
| 6   | Rangers              | 26 | 8  | 9  | 9  | 34 | 35 | -1  | 25  |
| 7   | Huachipato           | 26 | 10 | 5  | 11 | 34 | 36 | -2  | 25  |
| 8   | Everton              | 26 | 8  | 9  | 9  | 22 | 28 | -6  | 25  |
| 9   | Trasandino           | 26 | 9  | 6  | 11 | 38 | 37 | +1  | 24  |
| 10  | Audax Italiano       | 26 | 8  | 8  | 10 | 37 | 40 | -3  | 24  |
| 11  | Fernández Vial       | 26 | 8  | 6  | 12 | 25 | 36 | -11 | 22  |
| 12  | Green Cross          | 26 | 6  | 7  | 13 | 18 | 37 | -19 | 19  |
| 13  | Coquimbo Unido       | 26 | 4  | 6  | 16 | 17 | 41 | -24 | 14  |

PJ=Partidos jugados; PG=Partidos ganados; PE=Partidos empatados; PP=Partidos perdidos; GF=Goles a favor; GC=Goles en contra; Dif=Diferencia de gol; Pts=Puntos
|  | Clasifica a la Liguilla Final.                 |
|  | Definición por el descenso a Segunda División. |
|  | Desciende a Segunda División.                  |

## Tabla Liguilla Final
| Pos | Equipo               | PJ | PG | PE | PP | GF | GC | Dif | Pts |
| --- | -------------------- | -- | -- | -- | -- | -- | -- | --- | --- |
| 1   | Universidad Católica | 3  | 2  | 1  | 0  | 4  | 0  | +4  | 5   |
| 2   | Cobresal             | 3  | 0  | 3  | 0  | 1  | 1  | 0   | 3   |
| 3   | Unión Española       | 3  | 1  | 1  | 1  | 1  | 2  | -1  | 3   |
| 4   | Cobreloa             | 3  | 0  | 1  | 2  | 1  | 4  | -3  | 1   |

|  | Campeón. Clasifica a la Liguilla Pre-Libertadores. |
|  | Clasifica a la Liguilla Pre-Libertadores.          |

## Campeón
| Chile                          |
| Universidad Católica 5º Título |

### Clasificación a Copa Libertadores
Para regularizar el desfase producido en la temporada anterior, el campeón Universidad Católica y el subcampeón Cobresal debieron definir con el campeón y subcampeón de la Primera División 1985 la clasificación a la Copa Libertadores 1986 en una Liguilla.

## Goleadores
| Jugador              | Equipo               | Goles |
| -------------------- | -------------------- | ----- |
| Victor Cabrera       | Regional Atacama     | 18    |
| Severino Vasconcelos | Colo-Colo            | 16    |
| Fernando González    | Deportes La Serena   | 16    |
| Jorge Aravena        | Universidad Católica | 16    |
| Arturo Jáuregui      | Magallanes           | 15    |
| Luis Marcoleta       | Audax Italiano       | 14    |
| Juan Carlos Letelier | Cobreloa             | 14    |
| Sergio Salgado       | Cobresal             | 13    |
| Osvaldo Hurtado      | Universidad Católica | 13    |
| Ned Barbosa          | Rangers              | 11    |
| Julio Delgado        | Trasandino           | 11    |
| Juan Covarrubias     | Cobreloa             | 10    |
| Nelson Pedetti       | Cobresal             | 10    |
| Luis González        | Unión Española       | 10    |

### Hat-Tricks & Pókers
Aquí se encuentra la lista de hat-tricks y póker de goles (en general, tres o más goles marcados por un jugador en un mismo encuentro) conseguidos en la temporada.
| Fecha                    | Jugador              | Goles | Partido                                     |
| ------------------------ | -------------------- | ----- | ------------------------------------------- |
| 22 de julio de 1984      | Héctor Olivos        | 3     | Regional Atacama vs. San Luis               |
| 29 de julio de 1984      | Jorge Aravena        | 3     | Universidad Católica vs. Green Cross-Temuco |
| 5 de agosto de 1984      | Fernando González    | 3     | Deportes La Serena vs. Magallanes           |
| 12 de agosto de 1984     | Marcelo Urzúa        | 3     | Palestino vs. Regional Atacama              |
| 15 de agosto de 1984     | Sergio Salgado       | 3     | Cobresal vs. Palestino                      |
| 26 de agosto de 1984     | Luis Pérez           | 3     | San Luis vs. Magallanes                     |
| 26 de agosto de 1984     | Fernando González    | 3     | Deportes La Serena vs. Deportes Arica       |
| 2 de septiembre de 1984  | Hernán Castro        | 3     | Santiago Wanderers vs. Regional Atacama     |
| 16 de septiembre de 1984 | Óscar Herrera        | 4     | Naval vs. Rangers                           |
| 7 de octubre de 1984     | Luis Pérez           | 3     | Magallanes vs. Deportes Antofagasta         |
| 21 de octubre de 1984    | Ramón Pérez          | 3     | Rangers vs. Fernández Vial                  |
| 28 de octubre de 1984    | Victor Cabrera       | 3     | Regional Atacama vs. Palestino              |
| 14 de noviembre de 1984  | Jorge Cabrera        | 3     | Colo-Colo vs. Deportes Arica                |
| 27 de noviembre de 1984  | Victor Cabrera       | 3     | Regional Atacama vs. Deportes La Serena     |
| 2 de diciembre de 1984   | Osvaldo Hurtado      | 5     | Audax Italiano vs. Universidad Católica     |
| 2 de diciembre de 1984   | Juan Carlos Letelier | 3     | Deportes Antofagasta vs. Cobreloa           |
| 9 de diciembre de 1984   | Horacio Simaldone    | 3     | Colo-Colo vs. San Luis                      |